# Парехи
Парехи (груз. პარეხი) или Парехта (груз. პარეხთა) — грузинский православный монастырь построенный в IX веке в историческом регионе Кларджети, на скальном массиве реки Карчхали (территория ныне современной Турции). Монастырь расположен примерно в 15 километрах северо-восточнее областного центра Артвин.
Монастырь Парехи частично является пещерным монастырем, но также включает в себя несколько каменных построек. В настоящее время большая часть монастыря разрушена, но сохранились две каменные церкви (верхняя и нижняя) и несколько пещер, функции которых пока неизвестны. Монастырь Парехи был построен в IX или X веке. В монастыре Парехи жил грузинский монах Михаил Парехели, чья жизнь была описана другими монахами, проживавшими в Парехи.

## Название
Самое раннее упоминание находитсяв «Житии Григория Хандзтели» Георгия Мерчуле. Сулхан-Саба Орбелиани определяет корень «парех-» как «пещера, вырубленная в скале».